# Zoltan Sarosy
Zoltan Sarosy (23 de agosto de 1906 – 19 de junho de 2017) foi um mestre de xadrez canadense. Ele ganhou numerosos torneios em seu país natal, antes de imigrar para Toronto no início da década de 1950. Ele era a pessoa viva mais velha notável por razões diferentes da idade.

## Biografia
Zoltan nasceu em 23 de agosto de 1906 em Budapeste, Áustria-Hungria. Zoltan começou a jogar xadrez em parques públicos aos 10 anos. Ele continuou jogando na escola e na universidade em Viena, onde estudou comércio internacional. Graduou-se em 1928 e retornou a Budapeste, onde continuou a carreira de xadrez.

## Torneios
Sarosy ganhou torneios de xadrez em várias cidades da Hungria, incluindo Nagykanizsa (em 1929), Pécs (em 1932) e Budapeste (em 1934). Durante a Segunda Guerra Mundial, ele ganhou o húngaro o título de Mestre Torneio de Diosgyor em 1943. Depois da guerra, após um período em um campo de refugiados na Alemanha Ocidental, ele se mudou para a França em 1948. Ele desenhou um jogo-treino (2-2) com Campeão da Alsácia Henri Sapin em 1950 e depois emigraram para o Canadá, chegando a Halifax e depois se estabelecendo em Toronto. Em Toronto, ele assumiu o xadrez por correspondência. Ele ganhou três campeonatos de correspondência canadenses (em 1967, em 1972 e em 1981), e foi premiado com o título IMC em 1988. Em 2006, foi induzido no Canadian Chess Hall of Fame.  Ele ainda estava jogando o xadrez ativamente aos 108 anos.

## Vida posterior
No final da Segunda Guerra Mundial depois de ter fugido da Hungria, onde ele serviu como tradutor militar, e deixando sua esposa e filha para trás, ele enviou mais tarde quando estava no Canadá, mas sua esposa se recusou a deixar o país para se divorciar. Depois de se divorciar de sua primeira esposa, ele se casou com Heino Mallo, uma imigrante estoniana no Canadá. Zoltan vivia em uma casa de aposentadoria em Bloor Street West, em frente ao High Park. Em 23 de agosto de 2016, Zoltan tornou-se um supercentenário, quando ele atingiu os 110 anos de idade. Ele era o homem vivo mais velho do Canadá e a terceira pessoa viva mais velha do Canadá.
Morreu em 19 de junho de 2017, aos 110 anos.